# Federica Mogherini
Federica Mogherini (født 16. juni 1973 i Rom, Italien) er en italiensk politiker. Hun blev udenrigsminister i Italien 22. februar 2014 og overtog den 1. november 2014 posten som EU's højtstående repræsentant for udenrigsanliggender og sikkerhedspolitik, populært kaldet EU's udenrigschef, efter at hun forinden var blevet godkendt af EU-Parlamentet.
Federica Mogherini har studeret statskundskab på La Sapienza-universitetet i Rom. Hendes afsluttende speciale på uddannelsen drejede sig om politisk islam, og siden da har Mellemøsten været et af hendes interesseområder. Federica Mogherini er medlem af Det Demokratiske Parti, og hun blev først valgt til det italienske parlament i 2008.
I maj 2020 blev hendes ansøgning om at blive rektor på det velansate elite-universitet Europakollegiet godkendt af kollegiets administrative råd.